# Listă de localități din Roma antică
Aceasta este o listă de localități notabile din Roma antică

## Britania Romană

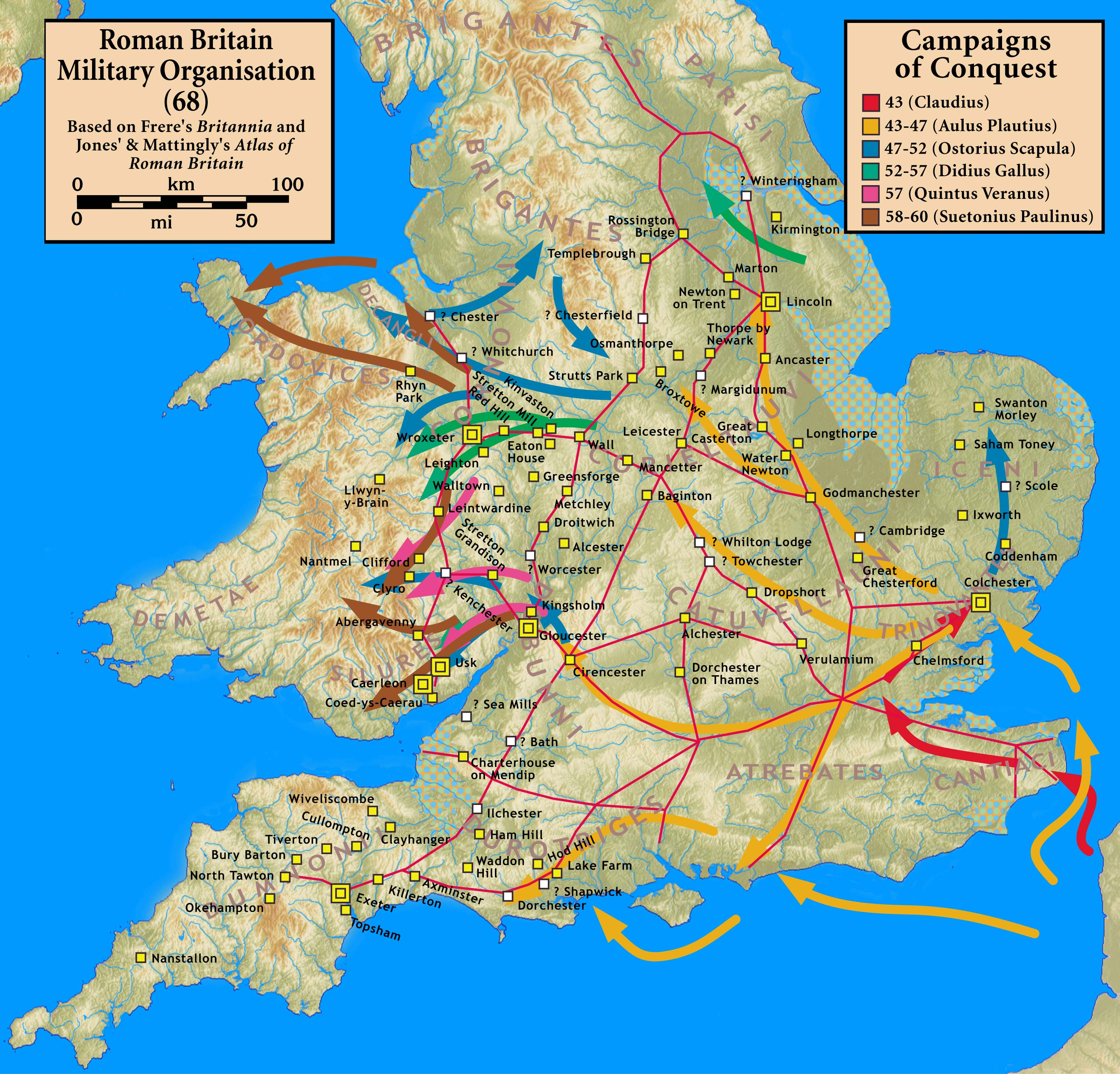
Anglia romană

### Capitale
- Londinium (Londra) - capitala Britannia Superior
- Eboracum (York) - capitala Britannia Inferior

### Care au supraviețuit
- Caesaromagus (Chelmsford)
- Corinium Dobunnorum (Cirencester)
- Deva Victrix (Chester)
- Durovernum Cantiacorum (Canterbury)
- Durnovaria (Dorchester)
- Glevum (Gloucester)
- Isca Augusta (Caerleon)
- Isca Dumnoniorum (Exeter)
- Isurium Brigantum (Aldborough)
- Lactodurum (Towcester)
- Lindum Colonia (Lincoln)
- Luguvalium (Carlisle)
- Moridunum (Carmarthen)
- Noviomagus Reginorum (Chichester)
- Petuaria (Brough-on-Humber)
- Ratae Corieltauvorum (Leicester)
- Venta Belgarum (Winchester)
- Venta Silurum (Caerwent)
- Verulamium (St Albans)
- Viroconium Cornoviorum (Wroxeter)

### Dispărute
- Bannaventa (Northamptonshire)
- Calleva Atrebatum (Hampshire)
- Venta Icenorum (Norfolk)

## Dacia Romană

Dacia romană

- Ulpia Traiana Sarmizegetusa - capitala

- Apulum (Alba-Iulia)
- Potaissa (Turda)
- Napoca (Cluj-Napoca)
- Porolissum (Moigrad)

Castrul Drubeta-Drobeta-Turnu Severin astăzi

## Egipt
- Alexandria

## Hispania
- Asta Regia
- Augusta Bilbilis
- Carteia
- Emerita Augusta
- Ilorci
- Juliobriga
- As Meduas (lângă Ponferrada)
- Lucentum (Alicante)
- Oiasso
- Iruña-Veleia

## Germania
- Augusta Treverorum
- Augusta Vindelicum
- Bonna
- Castra Regina
- Castra Vetera
- Colonia Agrippina
- Mogontiacum
- Novaesium
- Noviomagus Batavorum

## Italia

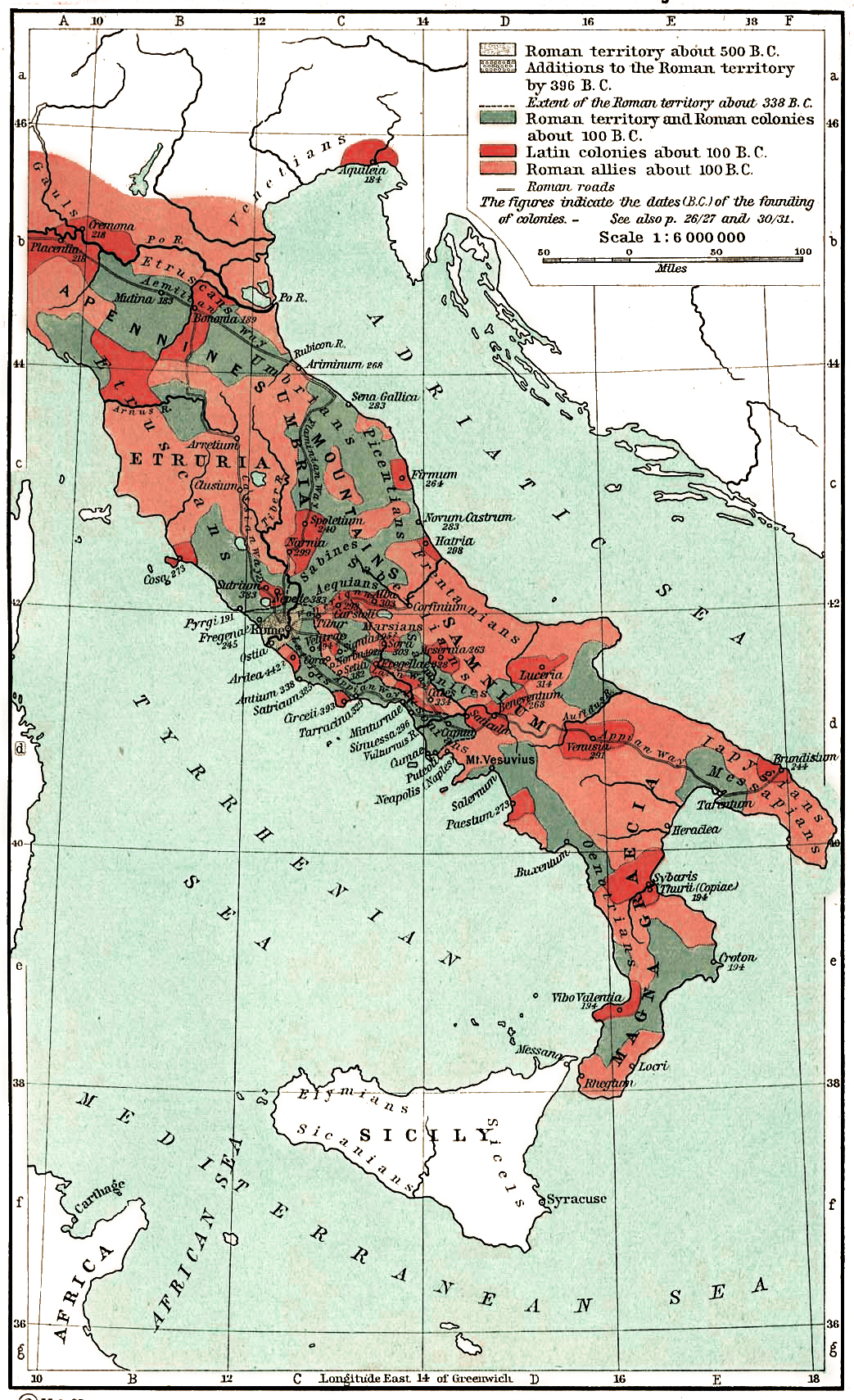
Expansiunea romană în Italia

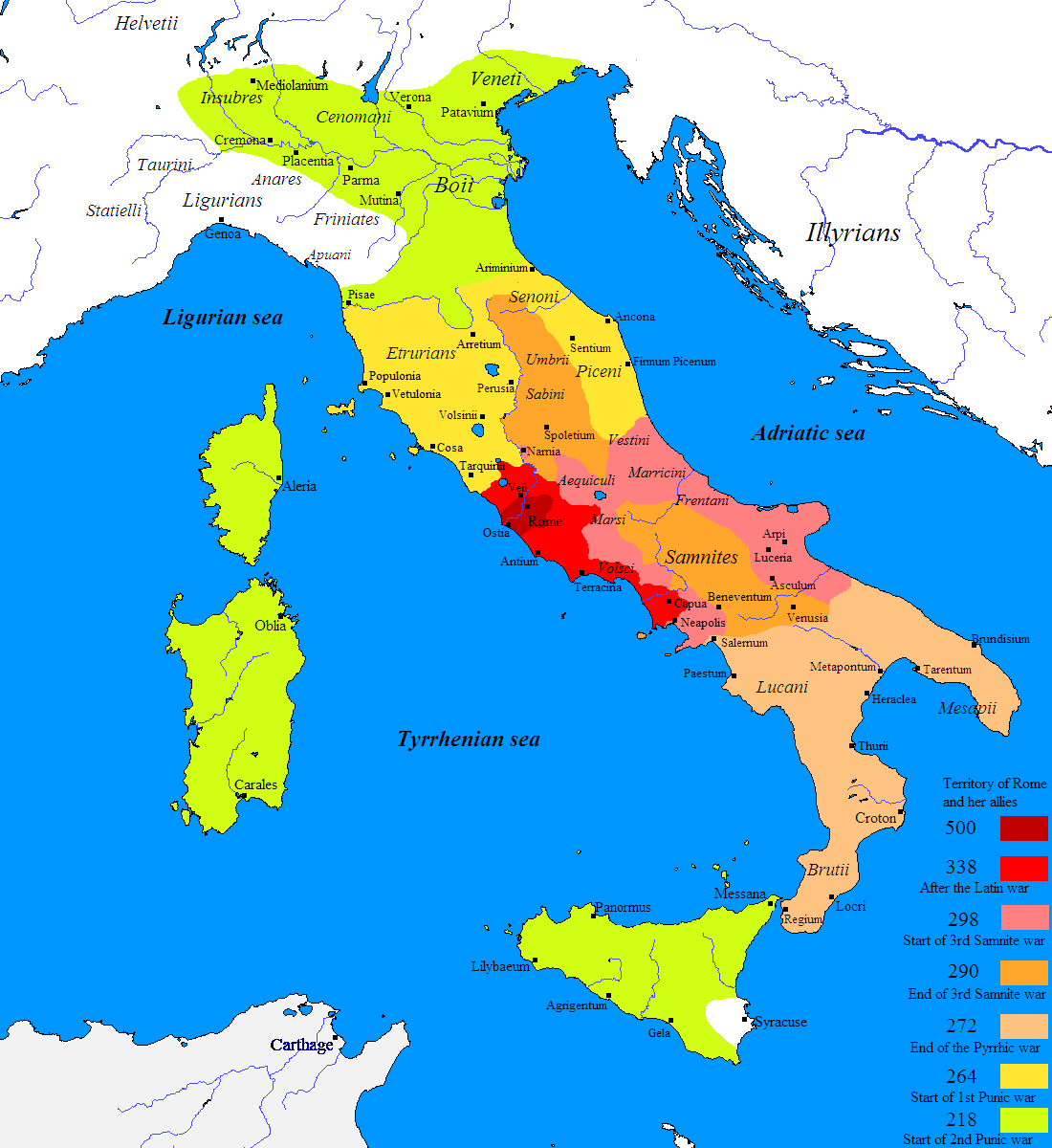
Italia (provincie romană)

- Roma
- Pompeii
- Alba Longa
- Florența
- Medionalurm
- Syracusae
- Ajaccio

- Acerrae
- Acerrae Vatriae
- Acqui Terme
- Ad Turres (Bruttium)
- Ad Turres (Etruria)
- Ad Turres (Latium)
- Ad Turres Albas
- Alba Fucens2
- Alsium
- Amiternum
- Antemnae
- Apiolae
- Apollonia
- Ariolica
- Asti
- Aternum
- Augusta Bagiennorum
- Bobbio
- Bovillae
- Caenina
- Cagliari
- Cameria
- Capizzi
- Carreum Potentia
- Casale Monferrato
- Castelseprio
- Catania
- Cefalù
- Chiavenna
- Chieri
- Colonnata
- Como
- Concordia Sagittaria
- Corfinium
- Cremona
- Daedalium
- Entella
- Eryx
- Falerii Novi
- Fano
- Feronia (Etruria)
- Forum Fulvii
- Forum Novum
- Frunti
- Gaeta
- Genoa
- Hasta Pompeia
- Hispellum
- Hybla Gereatis
- Hybla Heraea
- Imachara
- Ivrea
- Ligures Baebiani
- Locus Castorum
- Longaricum
- Lorium
- Lucus Feroniae
- Luni
- Mantua
- Mevania
- Mytistraton
- Nacona
- Netum
- Ostia Antica
- Padria
- Peschiera del Garda
- Piacenza
- Pollentia
- Porto Torres
- Reate
- Roman Stabia
- Saepinum
- Sciacca
- Segesta
- Sentinum
- Septempeda
- Soluntum
- Taormina
- Termini Imerese
- Tortona
- Trebula Mutuesca
- Turin
- Tusculum
- Ulubrae
- Vado Ligure
- Vardacate
- Varia
- Veii sau Veius
- Veleia
- Venafrum
- Ventimiglia
- Vercelli

## Serbia Romană

### Dardania
- Ulpiana[1] (Lipljan)
- Municipium Dardanicum[2]
- Dardapara
- Naissus,[3] (capitală a Dardania) (Niš), Nysus în era Bizantină

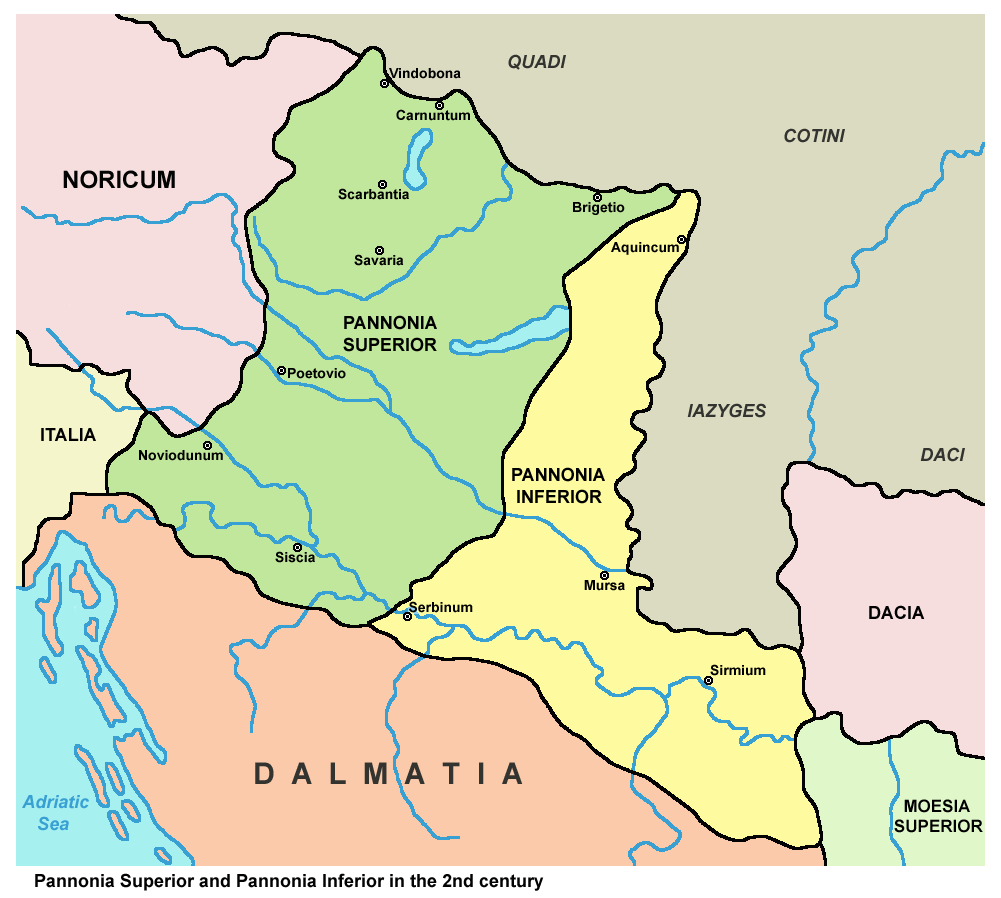
Pannonia Inferior

- Theranda[4] (Prizren)
- Vicianum (Vučitrn)
- Vindenis
- Velanis

### Pannonia
- Acumincum (Stari Slankamen)
- Bassianae (Donji Petrovci)
- Bononia (Banoštor)
- Burgenae (Novi Banovci)
- Cusum (Petrovaradin)
- Rittium (Surduk)
- Singidunum (Belgrad)
- Sirmium (capitală a prefecturii Illyricum)  (Sremska Mitrovica)
- Taurunum (Zemun)

### Alte localități
- Viminacium (capitală a Moesia Superior) (Kostolac)
- Zanes  (Kladovo)
- Hammeum (Prokuplje)
- Aeadaba (Bela Palanka)

## Siria
- Barbalissos
- Canatha (Qanawat)
- Circesium (Buseira)
- Dion

### Decapolis
- Gerasa (Jerash)
- Scitopolis (Beth-Shan)
- Hippos
- Gadara (Umm Qais)
- Pella
- Philadelphia (Amman)
- Capitolias (Beit Ras)
- Canatha (Qanawat)
- Raphana
- Damascus